# Áustria nos Jogos Olímpicos de Verão de 1988
A Áustria participou dos Jogos Olímpicos de Verão de 1988 em Seul, na Coreia do Sul. Conquistou uma medalha de ouro, nenhuma de prata e nenhuma de bronze, somando uma no total. Ficou na vigésima nona posição no ranking geral. Peter Seisenbacher foi o único austríaco ao ganhar medalha.